# Centre régional opérationnel de surveillance et de sauvetage du Gris-Nez
Pour les articles homonymes, voir Cross.
Le centre régional opérationnel de surveillance et de sauvetage du Gris-Nez ou CROSS Gris-Nez, est un centre régional opérationnel de surveillance et de sauvetage situé sur le cap Gris-Nez, sur le territoire de la commune d’Audinghen, dans le département du Pas-de-Calais. Il a la responsabilité d'assurer une mission générale de coordination des activités de sécurité et de surveillance des activités maritimes, dans le cadre de l'action de l'État en mer.
Il est l’un des cinq CROSS, ou centres opérationnels des Affaires maritimes, situés en métropole.

## Localisation
Le CROSS Gris-Nez est situé au pied du phare du cap Gris-Nez, sur le territoire de la commune d’Audinghen, dans le département du Pas-de-Calais de la région Hauts-de-France.

## Organisation
Le CROSS Gris-Nez relève du ministère de la Transition écologique (MTE). Il est dirigé par des administrateurs des Affaires maritimes et armé par du personnel de la Marine nationale.
L'équipe du CROSS Gris-Nez est composée d'une cinquantaine de personnes : cinq administrateurs des affaires maritimes et un officier de la Marine nationale, 32 officiers mariniers de la Marine nationale et onze agents dont trois cuisiniers.

## Missions

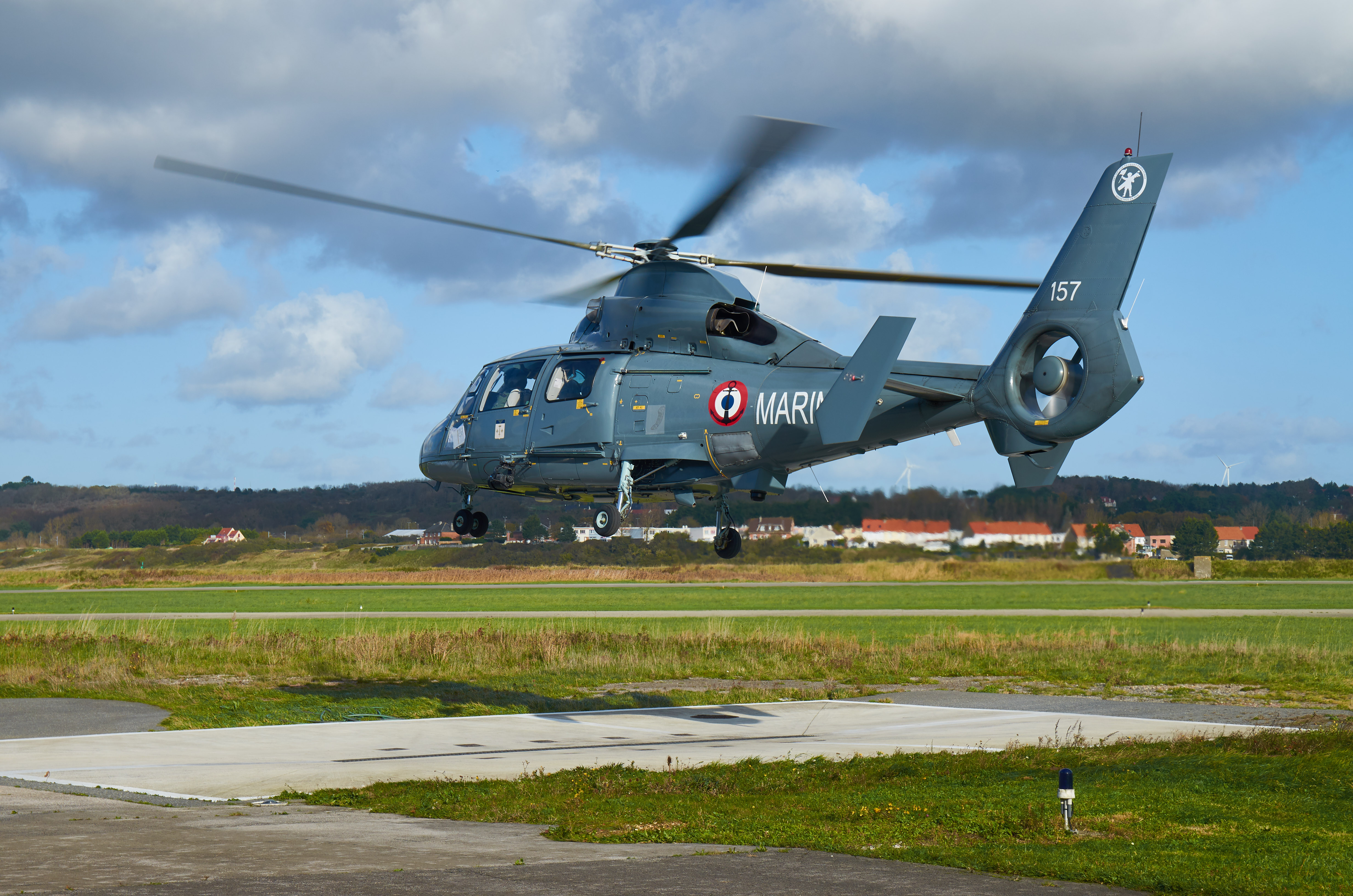
Le Dauphin SA.365N SP de la Marine nationale à l'aéroport du Touquet-Côte d'Opale en 2019.

Le CROSS Gris-Nez coordonne les secours en mer. Les missions attribuées au CROSS en France sont :
- la recherche et le sauvetage maritimes, comme les missions de sauvetage de l’hélicoptère Dauphin de la Marine nationale basé à l'aéroport du Touquet-Côte d'Opale qui assure la veille du cap d'Antifer (près du Havre) à la frontière belge[5] ;
- la surveillance de la navigation maritime ;
- la diffusion des renseignements de sécurité maritime.

À ces trois missions, le CROSS Gris-Nez assure, en plus, les missions qui lui sont propres :
- le traitement des alertes et diffusion du renseignement de sûreté maritime au profit des navires français à travers le monde (piraterie, attaques à main armée, etc.) ;
- la correspondance française auprès des centres de recherche et de sauvetage étrangers (suivi des navires et des navigateurs français à travers le monde). C'est le CROSS Gris-Nez qui a coordonné le sauvetage de Kevin Escoffier sur le Vendée Globe, en décembre 2020.

En 2021, 80 % des appels reçus par le CROSS Gris-Nez concernent des embarcations de migrants,. Le rôle du CROSS Gris-nez quant aux secours à porter aux migrants s'est considérablement accru depuis 2018,. Depuis cette date, le drone « renifleur » qui sert à la détection de la teneur en soufre du carburant des navires, sert aussi à assister les opérateurs lors des sauvetages de migrants qui tentent chaque année de traverser la Manche. le CROSS Gris-Nez est le seul en 2022 à disposer de ce drone[réf. à confirmer].
Sur le plan international, le CROSS Gris-Nez fait partie d’un réseau international de centres de coordination et de recherche en mer, le maritime rescue coordination center (MRCC), institué par la convention de Hambourg de 1979.

## Zone de responsabilité
Le CROSS Gris-Nez est chargé de veiller sur les eaux entre la frontière belge et le cap d'Antifer, situé sur la commune de La Poterie-Cap-d'Antifer, dans le département de la Seine-Maritime. Sur le détroit du Pas de Calais, transitent chaque jour près de 400 cargos, c'est l'un des détroits maritimes les plus fréquentés du monde. Il s'agit notamment de gérer les flux des deux rails de circulation du détroit et les flux perpendiculaires franco-britanniques. Le CROSS a aussi un rôle de surveillance de la frontière maritime en collaboration avec les services de l’État. Il agit en coordination avec le MRCC britannique de Douvres.
Dès réception d'un appel de détresse, le CROSS Gris-Nez choisit, pour porter secours, la solution la plus adaptée. Parmi ces moyens, il peut envoyer un patrouilleur de la Marine nationale, un remorqueur tel que l’Abeille Languedoc, un des canots de la Société nationale de sauvetage en mer (SNSM), l’hélicoptère de la marine nationale, l'hélicoptère de la sécurité civile, les hélicoptères de l’administration des douanes (basés au Havre) et de la gendarmerie nationale (basés à Amiens) ou dérouter un navire proche,.
Le CROSS Gris-Nez traite plus de 1 000 alertes par an,. Les opérations de sauvetage en mer des migrants sont presque quotidiennes.

## Mises en cause dans des morts de migrants
À la suite de la mort de 27 migrants dans le naufrage de leur bateau dans la Manche, à la fin de 2021, cinq militaires du CROSS Gris-Nez sont mis en examen, le 25 mai 2023 à Paris, pour non-assistance à personne en danger,,,.
Une autre plainte pour « homicide involontaire » et « omission de porter secours » vise le directeur du Cross de Gris-Nez à la suite de la mort d'au moins quatre autres personnes le 14 décembre 2023,. Le dépaysement, demandé par les militaires, de leur procès vers une juridiction militaire, a été refusé par un délibéré rendu par la chambre d’instruction de la cour d’appel de Paris le 2 octobre 2024 pour un maintien en juridiction civile .
Le 3 mars 2025, le Royaume-Uni lance une commission d’enquête publique afin de déterminer le rôle des autorités britanniques à la suite de ce naufrage provoquant la mort de ces 27 migrants. Cette commission d'enquête se déroule en parallèle des procédures judiciaires françaises dans lesquelles sept militaires français sont mis en examen.

## Pour approfondir